# Böhmweg

Wegzeichen

Der Böhmweg ist ein Weg, der seit Jahrhunderten die Donau und Böhmen verbindet. Neben dem Goldenen Steig und dem Baierweg war er ein bedeutender Handelsweg durch den Bayerischen Wald. Der Böhmweg war über Jahrhunderte der kürzeste Weg zwischen Donau und dem böhmischen Kernland. (50 km Luftlinie von Deggendorf nach Schüttenhofen (Sušice)). Mit dem Bau der Ruselbergstraße verlor der Böhmweg an Bedeutung, ist aber heute als Wanderweg markiert. Sein Symbol ist ein stilisiertes Wagenrad.
Der etwa 55 Kilometer lange bayerische Teil des Wanderweges führt von Deggendorf (310 m ü. NN) über Bischofsmais, Weißenstein bei Regen und Zwiesel nach Bayerisch Eisenstein (720 m ü. NN).
Aufgeteilt in vier relativ kurze Tagesetappen ist dieser Weg auch für unerfahrenere Wanderer geeignet. Nur die erste Etappe ist aufgrund der Höhendifferenzen beschwerlich.
|  | Etappe | Strecke                        | km | Höhenmeter aufwärts | Höhenmeter abwärts |  |
|  | 1      | Deggendorf – Bischofsmais      | 16 | 560                 | 200                |  |
|  | 2      | Bischofsmais – Weißenstein     | 7  | 180                 | 270                |  |
|  | 3      | Weißenstein – Zwiesel          | 12 | 80                  | 270                |  |
|  | 4      | Zwiesel – Bayerisch Eisenstein | 18 | 190                 | 50                 |  |
|  |        | Gesamt (gerundet)              | 55 | 1.010               | 790                |  |

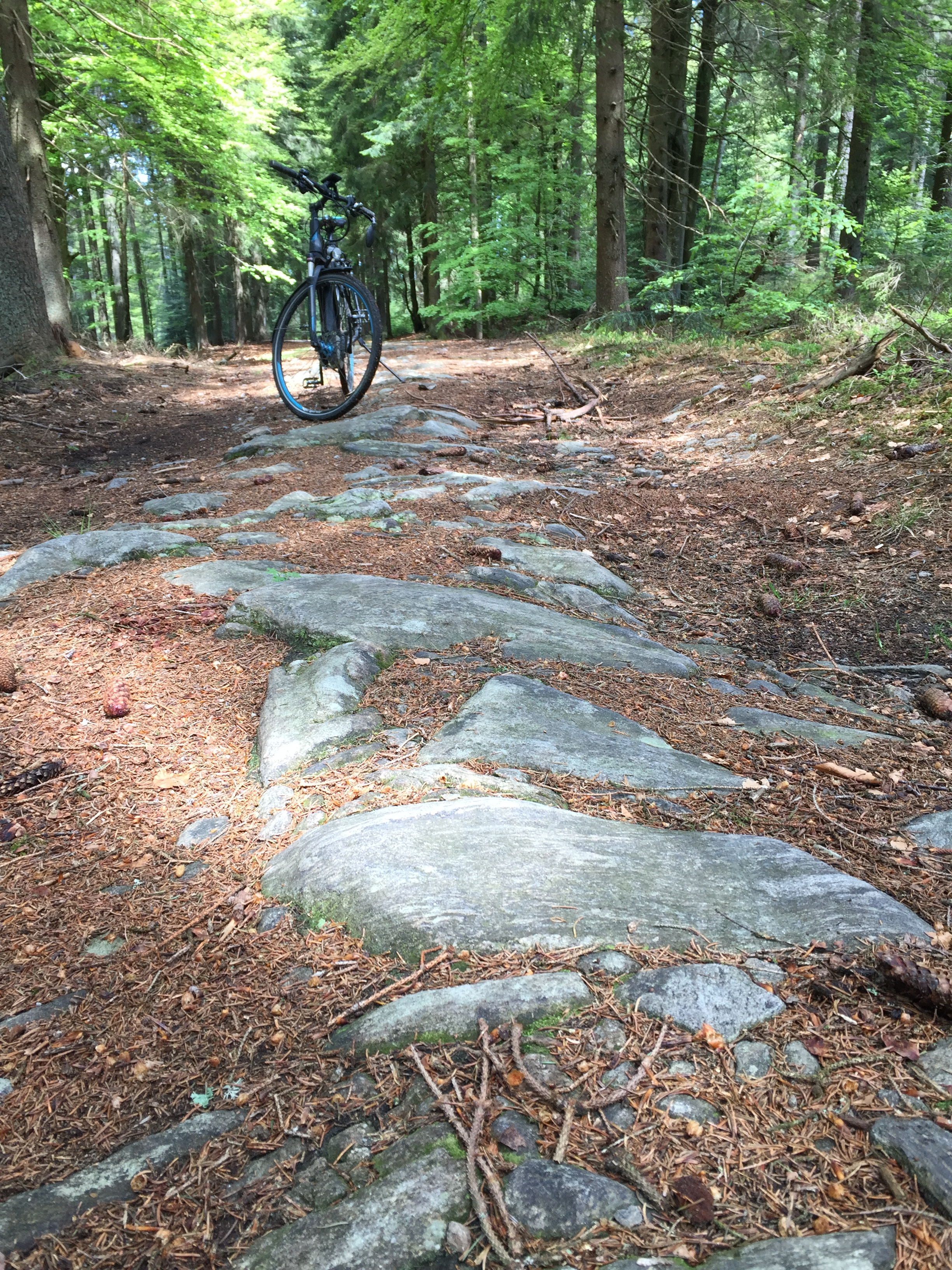
In manchen Abschnitten des Böhmwegs ist noch die originale Pflasterlage erhalten, wie hier oberhalb von Hermannsried

Neben der Landschaft an sich sind an der Strecke sehenswert unter anderem die Wallfahrtskirche in Greising, die Wallfahrtskirche in Sankt Hermann bei Bischofsmais, die Burgruine Weißenstein, das Waldmuseum in Zwiesel und das Zwieslerwaldhaus.